# 연풍로
연풍로(Yeonpung-ro)
는 충청북도 괴산군 연풍면 쌍곡1교차로에서 연풍면 행촌사거리 를 도로이다.

## 주요 경유지
충청북도
- 괴산군 (연풍면)

## 노선 경로
| 이름          | 접속 노선               | 소재지 | 소재지 | 비고                 |
| ------------- | ----------------------- | ------ | ------ | -------------------- |
| 쌍곡1 교차로  | 국도 제34호선 (중부로)  | 괴산군 | 연풍면 | 지방도 제517호선구간 |
| 쌍곡교        |                         | 괴산군 | 연풍면 | 지방도 제517호선구간 |
| 쌍곡삼거리    | 쌍곡로 비도2길          | 괴산군 | 연풍면 | 지방도 제517호선구간 |
| 쌍곡2 교차로  | 국도 제34호선 (중부로)  | 괴산군 | 연풍면 | 지방도 제517호선구간 |
| 태성삼거리    | 미선로                  | 괴산군 | 연풍면 | 지방도 제517호선구간 |
| 태성교        |                         | 괴산군 | 연풍면 |                      |
| 장바우삼거리  | 입석길                  | 괴산군 | 연풍면 |                      |
| 갈금교        |                         | 괴산군 | 연풍면 |                      |
| 유하1교       |                         | 괴산군 | 연풍면 |                      |
| 유하2교       |                         | 괴산군 | 연풍면 |                      |
| 적석교        |                         | 괴산군 | 연풍면 |                      |
| 배상 교차로   | 45호선 중부내륙고속도로 | 괴산군 | 연풍면 |                      |
| 행촌교        |                         | 괴산군 | 연풍면 |                      |
| 행촌사거리    | 향교로                  | 괴산군 | 연풍면 |                      |
| 원풍로와 직결 |                         |        |        |                      |

## 주요 건물 및 시설
- 생곡주유소 (연풍로 114/태성리 551-1)
- S-OIL 생곡주유소 (연풍로 118/태성리 548-1)
- HD현대오일뱅크 형제주유소 (연풍로 452/송덕리 494-1)